# Miquel Àngel Jerez Juan
Miquel Àngel Jerez Juan (n. 28 de gener de 1974) és un polític balear, diputat al Parlament de les Illes Balears en la VII, VIII i IX legislatures.

## Biografia
És llicenciat en dret per la Universitat Complutense de Madrid, de 1997 a 2005 ha estat president de Nuevas Generaciones a Eivissa. Des de 2002 també exerceix com a advocat.
El 2003 va entrar per primer cop al Parlament de les Illes Balears substituint la diputada María Estrella Matutes Prats. Fou elegit diputat pel Partit Popular d'Eivissa a les eleccions al Parlament de les Illes Balears de 2007 i 2011. Durant aquests anys ha estat portaveu del Grup Parlamentari Popular en la Comissió d'Afers Institucionals. Fou reescollit a les eleccions al Parlament de les Illes Balears de 2015 des de juny de 2015 és secretari segon de la Mesa del Parlament Balear i de la Diputació Permanent.
El 8 de novembre de 2008 accedí a la presidencia del PP eivissenc rellevant a Cardona que havia estat imputat. El juny de 2012 hi renuncià, tot i que no hi hagué relleu fins al juliol.